# Ruellia pulcherrima
Ruellia pulcherrima är en akantusväxtart som beskrevs av T. Anders. och William Botting Hemsley. Ruellia pulcherrima ingår i släktet Ruellia och familjen akantusväxter. Inga underarter finns listade i Catalogue of Life.